# Stein Grieg Halvorsen

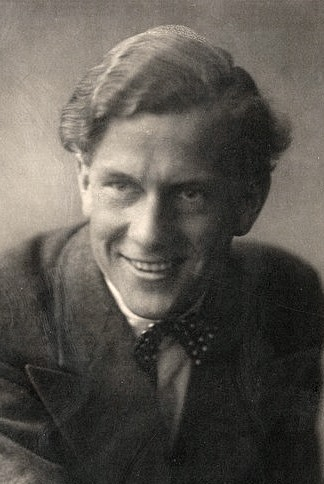
Stein Grieg Halvorsen 1935

Halvor Bernt Stein Grieg Halvorsen (* 19. Oktober 1909 in Kristiania; † 11. November 2013 in Oslo) war ein norwegischer Theaterschauspieler.
Stein Grieg Halvorsen war ein Sohn des Komponisten Johan Halvorsen (1864–1935) und Annie Griegs (1873–1957), einer Nichte des Komponisten Edvard Grieg. Er verheiratete sich erstmals 1940 und erneut 1971, nachdem seine erste Ehefrau 1968 gestorben war. Von 1928 bis 1935 war Stein Grieg Halvorsen am Nationaltheatret in Oslo engagiert, 1935 und 1936 an Den Nationale Scene in Bergen sowie wiederum am Nationaltheatret von 1936 bis 1939 und ab 1945. 1997 setzte er sich zur Ruhe. Neben seiner Tätigkeit als Theaterschauspieler wirkte Stein Grieg Halvorsen auch in Filmen und Fernsehserien mit. Sein Sohn Stein Johan Grieg Halvorsen (* 1975) ist Komponist, Schauspieler, Komiker und Regisseur.
Stein Grieg Halvorsen war Träger des norwegischen Sankt-Olav-Ordens (Ritter 1. Klasse) sowie des schwedischen Nordstern-Ordens (Ritter). Er starb am 11. November 2013, drei Wochen nach seinem 104. Geburtstag, eines natürlichen Todes.